# Політична система Республіки Китай
Республіка Китай є представницькою республікою, у якій функції урядування розподілені між п'ятьма гілками влади. Система влади, започаткована китайським політичним діячем Сунь-Ятсеном складається з наступних центрів управління: Виконавчий Юань, формулює та впроваджує політики, очолюється Прем'єр-міністром; Законодавчий Юань створює та переглядає законодавство, проводить слухання з політичних питань, розглядає та ухвалює бюджет; Екзаменаційний Юань керує системою державної служби; Судовий Юань наглядає за судовою системою країни; Юань Контролю звільняє (в тому числі за процедурою імпічменту) державних службовців, здійснює аудит державних установ.  Державу очолює Президент Республіки, Прем'єр виконує роль Президента Виконавчого Юаню, тобто голови уряду. 
Принципи врядування прописані в Конституції Республіки Китай, яка була прийнята 1 січня 1947 року, але вступила в силу лише після закінчення воєнного стану у 1987 році. Парламент переглядав і вносив зміни у Конституцію в 1991, 1992, 1994, 1997, 1999, 2000, та 2005 роках. 
Республіка Китай є державою з багатопартійною системою влади. Однак історично найбільші впливові дві партії: Гоміньдан (KMT, "Китайська націоналістична партія"), яка підтримує тісніші зв'язки з материковим Китаєм та об'єднання Китаю, та Демократична прогресивна партія, що підтримує незалежність Республіки Китай. 
До набуття чинності Конституцією у 1987 році, Республіка Китай жила за законами воєнного часу та характеризувала авторитарним управлінням. Авторитарна політична система проіснувала з 1924 року, коли контоль над країною зосередився в руках однієї партії і офіційно діяв однопартійний режим, відомий як Данг Гуо (партія-держава). З 1924 до 1987 року на території Республіки Китай заборонялася політична опозиція, релігійна діяльність контролювалася керівною партією - Гоміньданом, дисидентство було заборонено, жорстко придушувалися громадянські права. Після демократизації в країні дозволили створення інших партій, набула поширення свобода слова та громадянські права. 
За останні три десятиліття Республіка Китай трансформувалася в одну з найбільш розвинених демократій в Азії. У 2021 році Economist Intelligence Unit помістив Республіку Китай на 8 місце серед країн з найбільш розвиненою демократією.

## Огляд
Згідно з Конституцією, влада Республіки Китай де-юре розповсюджується на територію всього Китаю, а також зовнішню Монголію. Пов'язано це з тим, що Конституцію прийняли ще до того, як контроль над материковим Китаєм перейшов до Комуністичної партії Китаю. Після того, як уряд Республіки Китай був змушений евакуюватися на Тайвань, у Тайбеї продовжили свою роботу всі державні інституції, які здійснювали політику на території не лише Тайваню, але всього Китаю. Формально столицею країни залишилосі місто Нанкін. Лише у 1991 році президент Лі Денхуей неофіційно відмовився від претензій уряду Республіки Китай над материковим Китаєм, заявивши що уряд Республіки Китай "не заперечує того факту, що територія материкового Китаю контролюється Комуністичною партією". Однак, незважаючи на це, система влади залишилася практично без змін. Лише деякі процедурні зміни були запроваджені подальшими змінами до Конституції. 
На відміну від президента, Національна асамблея, яка є головним законодавчим органом у країні, не змінювала кордонів республіки та не заявляла про формальну незалежність уряду на Тайвані. Пекінський уряд неодноразово погрожував застосувати силу, якщо Тайвань оголосить про свою незалежність. 

## Уряд
| Посада                         | Ім'я          | Партія                          | Дата обрання     |
| ------------------------------ | ------------- | ------------------------------- | ---------------- |
| Президент                      | Цай Інвень    | Демократична прогресивна партія | 20 травня 2016   |
| Віце-президент                 | Лай Цінде     | Демократична прогресивна партія | 20 травня 2016   |
| Президент Виконавчого Юаню     | Су Чженьчан   | Демократична прогресивна партія | 11 січня 2019    |
| Президент Законодавчого Юаню   | Ю Сікунь      | Демократична прогресивна партія | 1 лютого 2020    |
| Президент Судового Юаню        | Шю Сонлі      | Незалежний                      | 1 листопада 2016 |
| Президент Екзаменаційного Юаню | Хуанг Джонсун | Незалежний                      | 1 вересня 2020   |
| Президент Юаню Контролю        | Чен Чу        | Демократична прогресивна партія | 1 серпня 2020    |

### Президент Республіки

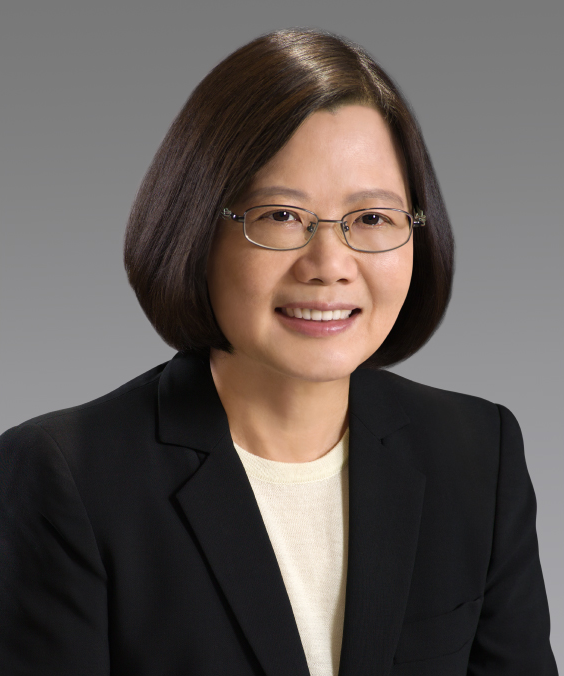
Президент Республіки Китай Цай Інвень (з 20 травня 2016 року)

Президент Республіки Китай є головою держави та головнокомандувачем Збройними силами. Президент має владу над п'ятьма гілками влади (Юанями): Виконавчою, Законодавчою, Контрольною, Судовою та Екзаменаційною. 
Згідно з Конституцією 1947 року президента обирала Національна асамблея. Президент не володів жодною владою, це була радше церемоніальна посада. Республіка Китай створювалася як парламентська республіка. Проте з 1996 року після внесення змін до Конституції президента обирають на всенародному голосуванні терміном на чотири роки з можливістю переобрання на ще один термін. З 20 травня 2016 року президентом Республіки Китай є Цай Інвень, перша жінка президент в історії країни. 
Обрання президента та віце-президента регулюється законом про обрання і відкликання президента та віце-президента. Згідно з цим законом, вимогами для обрання на посаду є: громадянство Республіки Китай, вік від 40 років, проживання на території Тайваню не менше 15 років та постійне фізичне перебування на території країни впродовж останніх 6 місяців. 
Не можуть бути кандидатами на посаду президента: 
- Військові
- Державні службовці, які забезпечують виборчий процес
- Люди, які мають іноземне громадянство або довідку на проживання в Китайській народній республіці
- Люди, які відновили своє громадянство або набули його шляхом натуралізації

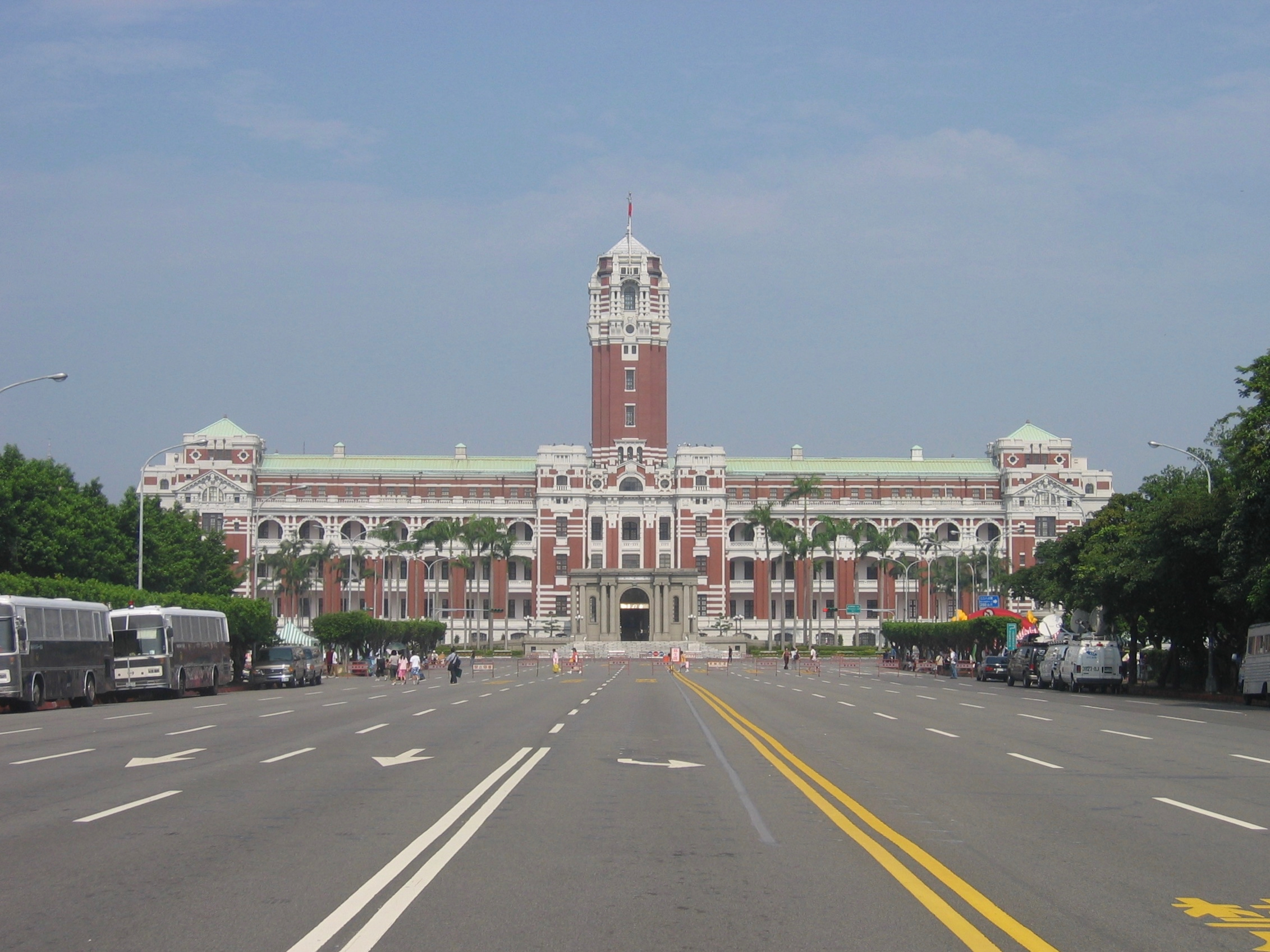
Президентський палац у Тайбеї. Офіс Президента Республіки Китай знаходиться у цьому приміщенні з 1950 року.

### Національна асамблея
Перша Національна Асамблея була обрана у 1947 році на материковому Китаї. На той час у її обов'язки входило обрання президента, зміна конституції, реалізація суверенітету народу, а згодом після переїзду на Тайвань - підтвердження виконавчих повноважень Президента Чай Канші. Оскільки до Національної Асамблеї обиралися представники з усього Китаю, після переїзду у Тайбей вибори не проводилися, а за кожним обраним у 1947 році представником зберігалося місця фактично безстроково. Лише у червні 1990 році, коли розпочався процес демократизації Тайваню, Рада великих суддів постановила призупинити термін дії повноважень тодішньої Національної Асамблеї з 1 грудня 1991 року. Також скасовувалися надані раніше повноваження представникам усіх інших гілок влади. У цей спосіб вдалося перезапустити діяльність усіх гілок влади. 
Вибори до другої Національної асамблеї відбулися у 1991 році. Загалом обрали 325 депутатів. Більшість обрали на загальних прямих виборах, 100 депутатів отримали місця згідно з партійним рейтингом відповідно до результатів всенародного голосування. У 1994 році були внесені зміни до конституції, за якими обрання президента і віце-президента більше не належало до сфери компетенції парламенту, проте Національна асамблея зберегла за собою право голосувати за імпічмент керівників держави. У квітні 2000 року члени Національної асамблеї проголосували за те, щоб термін їх повноважень закінчився без проведення нових виборів. Згодом Національна асамблея передала право проведення імпічменту та вирішення більшості інших питань до Законодавчого Юаня. У 2005 році Національна асамблея припинила свою діяльність після внесення чергових поправок до конституції. 
Нині питання внесення змін до конституції належить до функцій Законодавчого Юаня. Для цього потрібно, щоб зміни підтримало три-чверті кворуму представників Законодавчого Юаня. Після цього ці зміни мають бути затверджені на всенародному голосуванні. Зміни до конституції вважаються прийнятими, якщо їх підтримає 50% усіх виборців у республіці, незалежно від явки під час голосування.

### Виконавчий Юань
До складу Виконавчого Юаню входять прем'єр, віце-прем'єр та міністри. Виконавчий Юань відповідає за створення політик і державних програм та їхнє впровадження. Прем'єр, або ж Президент Виконавчого Юаню признається Президентом. 

### Законодавчий Юань
Законодавчий Юань є основним законодавчим органом Респуліки Тайвань. Перший його склад було обрано ще у 1947 році, але, так само як і в ситуації з Національною Асамблеєю, нових виборів не було до 1992 року. У першому Законодавчому Юані налічувалося 773 представники. Така ж кількість збереглася і в 1992 році. Але на третіх виборах у 1995 році їхня кількість скоротилася до 157. У 1998 році кількість місць в Законодавчому Юані збільшилася до 225. Починаючи з сьомого терміну (1 лютого 2008 - 31 січня 2012), у Законодавчому Юані 113 представників.
Розподіл місць у Законодавчому Юані з 2008 року відбувається наступним чином: 
1. 73 представники обираються від міст центрального підпорядкування та повітів. Від кожного повіту та міста обирають щонайменше по одному представнику. Загальна кількість представників визначається пропорційно до чисельності населення відповідного виборчого округу;
2. По 3 представники обирається з числа місцевого населення низинних та високогірних територій;
3. 34 представники обирають від усієї країни та з числа тих громадян, що проживають закордоном.[6]

Представники обираються пропорційно від кожної з політичних партій, яка отримала щонайменше 5% голосів. Обрані жінки від кожної партії повинні становити не менше половини від загальної кількості представників. Законодавчий Юань очолюється президентом та віце-президентом, яких обирають з числа обраних представників. 
До основних функцій Законодавчого Юаню належить: 
- приймати бюджет, закони, що стосуються воєнного стану, амністії, оголошення війни та укладення миру, договорів, інші важливі закони;
- пропонувати зміни до конституції;
- перегляд державних кордонів;
- оголошення імпічменту президенту та віце-президенту;
- погоджувати призначення на посади президента, віце-президента та верховних суддів Судового Юаню, президента, віце-президента та членів Екзаменаційного Юаню, президента, віце-президента, членів та Генерального Аудитора Юаню Контролю, а також генерального прокурора;
- заслуховування доповіді Президента про стан справ у державі.[7] Логотип Демократичної прогресивної партії

Логотип Демократичної прогресивної партії

Починаючи з других виборів у 1992 році, боротьба за більшість місць точилася між двома основними партіями Республіки Китай - Гоміньданом та Демократичною прогресивною партією. У 1992, 1995 та 1998 році Гоміньдан зберігав більшість, яку він отримав ще за перших виборів у 1947 році. Проте вже у 2001 році опозиція, яку представляла Демократична прогресивна партія, здобула більшість. Гоміньдан (КМТ) змогла повернути контроль над Законодавчим Юанем у 2008 році, але ненадовго: вже на виборах 2016 року знову перемогла Демократична прогресивна партія. 

### Судовий Юань
Судовий Юань здійснює нагляд за судовою системою Республіки Китай. Судовий Юань функціонує у вигляді Ради великих суддів, до якої входить 15 кваліфікованих юристів, що призначаються Президентом Республіки за погодженням з Законодавчим Юанем на 8-річний термін. Одне з основних завдань Ради великих суддів - тлумачення конституції. 

### Юань Контролю
Основними завданнями Юаню Контролю є визначення ефективності роботи публічної служби, виявлення і розслідування корупції. Юань Контролю складається з 29 представників, які призначаються президентом за погодженням із Законодавчим Юанем. Кожного представника обирають на 6-річний термін. Особливо активно ця гілка влади працює в останні роки, що доведено гучними антикорупційними розслідуваннями та імпічментами. 

### Екзаменаційний Юань
Екзаменаційний Юань складається з двох міністерств: Міністерства екзаменації, яке набирає на публічну службу за результатами іспитів, та Міністерства персоналу, яке опікується публічною службою. Президент Екзаменаційного Юаню призначається Президентом Республіки. 

## Політичні партії
Наприкінці 2015 року у Республіці Китай налічувалося 225 політичних партій. Однак найбільш впливовими вже довгий час є дві політичні коаліції - Блакитка коаліція і Зелена 

Логотип Гоміндану (КМТ)

коаліція. Перша підтримує возз'єднання Республіки Китай із материковим Китаєм, друга схиляється до визнання національнох самобутності острівного Китаю та заявляє про необхідність будувати власну незалежну державу. Блакитну коаліцію очолює КМТ (звідси і назва, адже основний колір цієї політичної сили - блакитний). Також до цієї коаліції входять Перша народна партія і Нова партія. Зелену коаліцію очолює Демократична прогресивна партія.

## Адміністративний поділ
Сучасна Республіка Китай контролює острови Тайвань, Пенху (Пескадорські острови), Цзіньмень та Мацзу. Країна поділена на дві провінції (Тайвань і Фуцзянь) та шість міст центрального підпорядкування. Міста та повіти напряму контролюються центральним урядом, а саме - Виконавчим Юанем. 
Основні адміністративні підрозділи Республіки Китай: 
- Шість міст центрального підпорядкування: Гаосюн, Новий Тайбей, Тайчжун, Тайнань, Тайбей і Таоюань.
- Три міста провінційного підпорядкування: Сіньчжу, Цзілун, Цзяї.
- 13 повітів: Гуалянь, Сіньчжу, Цзяї, Чжанхуа, Наньтоу, Мяолі, Мацзу, Цзіньмень, Юньлінь, Їлань, Тайдун, Піндун, Пенху.